# الرجمة (محافظة الطائف)
الرجمة قرية سعودية، تتبع مركز القريع التابع لمحافظة الطائف في منطقة مكة المكرمة. تقع جنوب الطائف بمسافة تقارب (170) كم.